# Georges Jaffé
Pour les articles homonymes, voir Jaffé.
Georges Jaffé, né Joseph Jaffé le 2 avril 1907 dans le 11e arrondissement de Paris et mort le 19 octobre 1984 à Pau, est un réalisateur français.

## Filmographie

### Réalisateur
Courts métrages
- 1944 : Français, souvenez-vous[3]
- 1949 : L'Extra-lucide
- 1949 : Un fin limier
- 1950 : Refrains d'amour / Refrain d'amour
- 1950 : Merci cher maître
- 1950 : Le Pédicure chinois
- 1950 : Ce pauvre Desbonnets
- 1950 : Le Fou du sixième
- 1956 : L'Éveil de l'amour (coréalisateur : Jean-Claude Roy)

Longs métrages
- 1954 : Gamin de Paris
- 1959 : Nuits de Pigalle

### Scénariste
- 1949 : Le Dernier Quart d'heure de René Jayet - court métrage-
- 1956 : Opération Tonnerre de Gérard Sandoz (co-scénariste)

### Assistant réalisateur
- 1938 : Le Cœur ébloui de Jean Vallée
- 1942 : L'Ange de la nuit de André Berthomieu
- 1950 : Ils ont vingt ans de René Delacroix
- 1955 : Le Couteau sous la gorge de Jacques Séverac